# استدامة قوية واستدامة ضعيفة

الركائز الثلاثة للاستدامة: المُجتمع والبِيئة والاقتصاد.

رغم أنهما موضوعان مرتبطان ببعضهما، فإن الاستدامة والتنمية المستدامة، هما مفهومين مختلفين.الاستدامة الضعيفة هي فكرة داخل الاقتصاد البيئي تفيد بأن «رأس المال البشري» يمكن أن يحل محل «رأس المال الطبيعي». وهي مرتكزة على عمل روبرت سولو الحائز على جائزة نوبل، وجون هارتويك. تفترض الاستدامة القوية، على عكس الاستدامة الضعيفة، أن «رأس المال البشري» و«رأس المال الطبيعي» متكاملين، لكنهما غير قابلين للتبادل.
حظيت هذه الفكرة باهتمام سياسي أكبر مع تطور مناقشات التنمية المستدامة في نهاية ثمانينيات القرن العشرين وبداية تسعينيات القرن العشرين. كانت قمة ريو في عام 1992 أحد المعالم البارزة، إذ التزمت الأغلبية العظمى من الدول القومية بالتنمية المستدامة. تجلّى هذا الالتزام من خلال توقيع جدول أعمال القرن 21، وهو خطة عمل عالمية بشأن التنمية المستدامة.
عُرّفت الاستدامة الضعيفة باستخدام مفاهيم مثل رأس المال البشري ورأس المال الطبيعي. يمثل رأس المال البشري (أو المُنتج) موارد مثل البنية التحتية، والعمالة والمعرفة. يشمل رأس المال الطبيعي مخزون الموجودات البيئية، مثل الوقود الأحفوري، والتنوع البيولوجي وتراكيب أخرى من النظام البيئي، والوظائف ذات الصلة بخدمات النظام البيئي. في الاستدامة الضعيفة جدًا، ما يزال المخزون الكلي من رأس المال البشري، ورأس المال الطبيعي ثابتًا مع مرور الوقت. من المهم الإشارة إلى أن الاستبدال غير المشروط بين الأنواع المختلفة من رأس المال، مسموح في حالة الاستدامة الضعيفة. ذلك يعني أن الموارد الطبيعية يمكن أن تنخفض طالما أن رأس المال البشري يزداد. تتضمن الأمثلة على ذلك تدهور طبقة الأوزون، والغابات الاستوائية، والشعب المرجانية إذا كانت مترافقة بفوائد لرأس المال البشري. قد تتضمن الأمثلة على الفائدة العائدة على رأس المال البشري، زيادة الأرباح المالية. إذا بقي رأس المال ثابتًا، مع مرور الوقت سيتحقق الإنصاف بين الأجيال، وبالتالي تتحقق التنمية المُستدامة. يمكن أن يكون أحد الأمثلة على الاستدامة الضعيفة هو تعدين الفحم واستخدامه في إنتاج الكهرباء. يُستبدل الفحم باعتباره مصدرًا طبيعيًا بفائدة مُصنّعة منه هي الكهرباء. تُستخدم الكهرباء بدورها في في تحسين طبيعة الحياة المحلية (مثال: الطبخ، والإضاءة، والتسخين، والتبريد، وحفر الآبار السبرية لتوفير المياه في بعض القرى) ولأهداف صناعية (تنمية الاقتصاد من خلال إنتاج موارد أخرى، باستخدام آلات تعمل عن طريق الكهرباء).
عند دراسة الأمثلة العملية للاستدامة الضعيفة، كان هناك نتائج إيجابية وسلبية. مازال مفهوم الاستدامة الضعيفة يتعرض للكثير من النقد. حتى أن البعض يقترح أنه لا لزوم لمفهوم الاستدامة الضعيفة. تُدعم بعض المقاربات الأخرى، بما فيها «الوصايا الاجتماعية»، التي تحول التركيز بعيدًا عن النظرية الكلاسيكية الجديدة تمامًا.
تفترض الاستدامة القوية أن رأس المال البيئي والاقتصادي متكاملان، لكنهما غير قابلان للتبادل. تقبل الاستدامة القوية أن هناك بعض الوظائف التي تؤديها البيئة لا يمكن أن تُكرر من قبل البشر أو رأس المال البشري. طبقة الأوزون هي أحد الأمثلة على خدمة يقوم بها النظام البيئي وهي ضرورية بالنسبة للوجود البشري، وتشكل جزءًا من رأس المال الطبيعي، لكن من الصعب على البشر تكرارها.
تركز الاستدامة القوية، عكس الاستدامة الضعيفة، على نطاق النظام البيئي بدلًا من المكاسب الاقتصادية. هذا يعني أن الطبيعة لها الحق في الوجود وأنها مُستدانة، ويجب أن تنتقل من جيل إلى آخر سليمةً وبشكلها الأصلي.
يمكن أن يكون أحد الأمثلة على الاستدامة القوية هو تصنيع بلاط السجاد المكتبي من إطارات السيارات المستعملة. في هذا السيناريو، يُصنّع السجاد المكتبي ومنتجات أخرى من إطارات السيارات المستعملة التي كان من الممكن إرسالها إلى مكب النفايات.